# Санџак (лист)
Санџак - лист за културно и економско уздизање Санџака је лист који је излазио у Пријепољу од 1932. до 1938. године. Први број изашао је 1. фебруара 1932. године. Излазио је два пута недељно, а власник и одговорни уредник био је Миливоје П. Жугић. Лист се бавио друштвеним питањима и проблемима становника ове, тада изузетно сиромашне и заостале, области. Због опозиционе концепције лист је више пута забрањиван , па је током излажења мењао име у Рашка и Нови Санџак.
Првих 16 бројева Санџака из 1932. године дигитализовано је и могу се читати на сајту Дигитална Библиотека Пријепоље. Удружење новинара Санџака је 1992. године 1. фебруар прогласило Даном новинара Санџака.

## Историјски контекст настанкаСанџака
Тридесетих година 20. века Санџак је, као имноги други крајеви у Краљевини Југославији, био неразвијен у сваком, а посебно у културно-просветном погледу. Та културно-просветна заосталост се огледала пре свега у веома малом броју писменог становништва и недостатку културних и просветних установа. Према подацима пописа од 31. марта 1931. године у Санџаку је било 133.367 лица старијих од 10 година, од чега је неписмених било 40.238 мушкараца и 61.685, што је представљало 60% мушкараца и чак 92% жена. У целом Санџаку је 1931. године било 127 основних школа, што је представљало једну школу на 55 км2. Споро су се развијале и друге културне установе. Учитељи су играли важну улогу у отварању књижница и читаоница, подружница културно-просветних друштава. Такође, у Санџаку тридесетих година није било новина локалног или регионалног карактера.
Као један од пресудних момената у културном животу Санџака узима се 4. јануар 1932. године, када се у Београду састала група напредних и образованих људи, понајпре студената из Санџака, да се договоре о покретању напредног листа који би излазио у Санџаку. Била је то мултиетничка група напредних санџачких интелектуалаца, међу којима су били Сретен Вукосављевић, Рифат Бурџовић, Миливоје Жугић, Томаш Жижић, Мирко Томић и Мурат-еф. Шећерагић. Тим даном је, први пут у историји, обележен почетак развоја журналистике у Санџаку. Одмах затим у Пријепољу је почео да излази лист Санџак, новина која ће третирати безбројне проблеме политичког, културног и социјалног карактера у једној веома заосталој и примитивној средини, какав је Санџак тада био.

## Историја листа
Први број Санџака изашао је 1. фебруара 1932. године. Као опозициони лист, због своје хуманистичке и социјалне димензије, која је нагињала идејама са којима се тадашњи режим није слагао, често забрањиван. То је и био разлог да се мењало и његово име. Како би га цензори забранили, тако би се, након краћег периода, појавила иста новина али са другачијим именом: „Рашка” (1935-1936) и „Нови Санџак” (1937-1938).
Лист Глас Полимља, који у Пријепољу почиње да излази, 1952. године, а од 1953. излази као Полимље, у бр. 639 из 1970. године у импресуму наводи међуратни лист Санџак (Рашка, Нови Санџак, 1932-1938) са којима ствара континуитет у програмском одређењу. Године 2013. Полимље усклађује нумерацију годишта са 1. бројем Санџака из 1932. године, па је тако од 1932 до данас из штампе изашло, у динамици какву су диктирали цензура, беспарица и рат, око 2700 бројева.
Ревија Санџак обновљана је два пута. Први пут под уредништвом Шефкета Крцића 1999. године гдје је у прекидима публицирала десетак бројева. Други пут је обновњена 1. фебруара 2011. године, под уредничком палицом Јахје Фехратовића. У том формату, у издању Бошњачке културне заједнице, излазила је до јуна 2017. године, а поред Фехратовића уређивали су је и Хазбија Калач, Салахудин Фетић и Џениc Шаћировић.

## Концепција листа
Лист је био прва трибина у Санџаку са које се могло понешто рећи о заосталости ове области, какоу привредном, тако и у културно-просветном погледу. Других гласила није било. Редак податак о једином омладинском – школском листу – часопису налазимо код Милића Ф. Петровића. Све ово напомињем јер је лист Санџак био немерљив и тачан хроничар санџачког света, а посебно је значајан, поред информисања, и за образовање из најразличитијих области важних за свакодневни живот. О томе сведоче бројни написи у Санџаку, посебно о томе како су учитељи по селима многодопринели савлађивању неписмености и заосталости народа.
Једна од незаборавних рубрика у Санџаку и листовима који су га наслеђивали мењајући само име, свакако су кратке пригодне приче, које су у листу објављиване под насловом “Санџачке хићаје” .Овим кратким сатиричним причама исмејавани су многи политички догађаји оног времена, режим па и сам владалац. Једна хићаја срочена је тако да је лопове у земљи требало евидентирати по азбучном реду имена, па је тако Александар Карађорђевић дошао на прво место. Државни тужилац није увек разумевао ни жаргон ових прича ни турске речи у њима, па их је зато и пуштао у штампу. У издању Санџака ове приче су објављене у посебној књизи а њено друго издање штампано је у Београду у тиражу од 4.000 примерака. Коректор у штампарији Савеза српских земљорадничких задруга био је професор Недељко Дивац, Пријепољац, сарадник и пријатељ листа. Кад је спазио да је у тужилаштву донета одлука да се књига забрани и заплени, он је из штампарије пренео у свој стан и код својих пријатеља 3.500 примерака “Санџачких хићаја”. Полиција је у штампарији затекла 500 примерака који су заплењени.

### Цензура листа
У ауторском тексту “Појава штампе у нашем крају”. Жугић даље пише како се Санџак борио са разнимн тешкоћама, али је најтежа била борба са цензуром. Рукописи спремљени за штампу морали су се пре слагања у ужичкој штампарији носити на преглед и сагласност државном тужиоцу. Да би омогућила објављивање појединих слободнијих чланака, Редакција је, врло често, у договору са власником штампарије, на место договореног материјала убацивала други који тужилац није ни видео. Тако се један мали број примерака, колико се по тадашњем закону о штампи предавало државном тужиоцу за јавне библиотеке у земљи, штампао према рукописима које је тужилац одобрио а цео број намењен читаоцима са делимично измењеним садржајем. Када је ова довитљива превара, тек после две године откривена, према листу су почеле да се примењују врло строге мере цензуре.

## Уредништво
Лист Санџак покренуо је, уређивао и издавао Миливоје Жугић, истакнути интелектуалац и новинар. Да би платио штампарске трошкове он је продао је чак и њиву у селу Миоска, крај Пријепоља.
У Санџаку су писали писмени људи из краја који је имао више од 80 одсто неписменог становништва. Били су то малобројни учитељи, професори, студенти, чиновници. Посебан печат новинама дао је угледни интелектуалац Сретен Вукосављевић.
- Текст у наставцима о стању шума на територији Санџака
- Репортажа о једној посети Новој Вароши
- Текстови о актуелним догађајима у свету
- Последња страна листа, намењена огласима
- Последња страна децембарског броја са опоменом нередовним платишама да измире дуг

## Спољашњи извори
- „Danas je Dan novinara Sandžaka”. SNews. 1. 2. 2019. Приступљено 23. 11. 2020.[мртва веза]